# Джангилах
Джангила́х (рос. Джангылах) — великий острів в Оленьоцькій затоці моря Лаптєвих. Територіально відноситься до Якутії, Росія.
Розташований в центрі затоки, в дельті річки Оленьок. Знаходиться між протоками Джангилах-Тьобюлеге на півночі, Кугун-Тьобюлеге на заході та Битиктах-Тьобюлеге на півдні. На сході вузькою протокою відмежовується від сусіднього острова Хастах-Ари.
Острів має овальну форму, простягається з північного сходу на південний захід. Висота до 37 м на півночі, зменшується до 34 м на півдні та 29 м на заході. Південно-східний берег стрімкий,Ю висотою до 3 м. Вкритий болотами, має багато невеликих озер, найбільше з яких Булгуняхтах-Кюєле. На сході оточений мілинами.
Острів був заселений, про що свідчать руїни на півночі та сході.
| Росія | Це незавершена стаття з географії Росії. Ви можете допомогти проєкту, виправивши або дописавши її. |